# Международная биеннале иллюстрации в Братиславе
Междунаро́дная биенна́ле иллюстра́ции в Братисла́ве (словацк. Bienále ilustrácií Bratislava) — крупный международный конкурс иллюстраций книг для детей и юношества, проводящийся раз в 2 года, начиная с 1967 года. Проходит в столице Словакии Братиславе. Конкурс проводится под патронажем ЮНЕСКО, при содействии словацкого отделения Международного совета по детской и юношеской литературы (IBBY) и Министерства культуры Словакии. Известен также как BIB и Бибиана (Bibiana).

## Общая информация
Международная биеннале иллюстрации в Братиславе проходит осенью каждого нечётного года.
В рамках Биеннале присуждаются следующие награды:
- 1 Гран-при (Grand Prix BIB);
- 5 премий «Золотое яблоко» (BIB Golden Apple);
- 5 «Тарелок» (BIB Plaques);
- Специальные «Благодарности издательству» (Honorary Mention to a Publishing House);
- С 1993 года также вручается специальный приз детского жюри (BIB Children’s Jury Award).

Помимо конкурсной части, программа Бибианы включает большую образовательную и культурную составляющие. Каждый раз проводятся тематические международные симпозиумы, связанные с оформлением детских книг. С 1983 года проходят тематические практикумы под руководством известных художников-иллюстраторов. Также проводятся выставки, спектакли, представления книг, встречи с художниками, презентации, шоу, кинопоказы… Специализированные выставки BIB проводятся не только в Словакии, но и в десятках стран по всему миру.
За годы существования Бибианы в ней участвовало более шести тысяч художников из более чем ста стран. Количество представленных иллюстраций превысило 50 тысяч. Все работы, отмеченные призами BIB, сохраняются в депозитарии.

## Обладатели Гран-при BIB
Ниже представлены обладатели Гран-при всех прошедших биеннале
| Год  | Имя                          | Страна         |
| ---- | ---------------------------- | -------------- |
| 1967 | Yasuo Segawa                 | Япония         |
| 1969 | Eva Bednářová                | ЧССР           |
| 1971 | Andrzej Strumillo            | ПНР            |
| 1973 | Lieselotte Schwarz           | ФРГ            |
| 1975 | Nikolaj Popov                | СССР           |
| 1977 | Ulf Löfgren                  | Швеция         |
| 1979 | Klaus Ensikat                | ГДР            |
| 1981 | Roald Als                    | Дания          |
| 1983 | Dušan Kállay                 | ЧССР           |
| 1985 | Frédéric Clément             | Франция        |
| 1987 | Hannu Taina                  | Финляндия      |
| 1989 | Marian Murawski              | ПНР            |
| 1991 | Stasys Eidrigevicius         | Польша         |
| 1993 | Lorenzo Mattoti              | Италия         |
| 1995 | John Rowe                    | Великобритания |
| 1997 | Martin Jarrie                | Франция        |
| 1999 | Etsuko Nakatsuji             | Япония         |
| 2001 | Eric Battut                  | Франция        |
| 2003 | Iku Dekune                   | Япония         |
| 2005 | Ali Reza Goldouzian          | Иран           |
| 2007 | Einar Turkowski              | Германия       |
| 2009 | Josep Antoni Tássies Penella | Испания        |
| 2011 | Eunyoung Cho                 | Ю. Корея       |
| 2013 | Evelyne Laube, Nina Wehrle   | Швейцария      |
| 2015 | Laura Carlin                 | Великобритания |
| 2017 | Ludwig Volbeda               | Нидерланды     |
| 2019 | Hassan Moosavi               | Иран           |
| 2021 | Elena Odriozola              | Испания        |
| 2023 | Paloma Valdivia Barria       | Чили           |

## Советские и российские призёры BIB
За всю историю Бибианы только один отечественный художник выиграл Гран-при биеннале. Им стал в 1975 году Николай Попов (за иллюстрации к сборнику Даниеля Дефо «Робинзон Крузо. История полковника Джека». Издательство «Художественная литература», Москва, 1974).
Несколько художников получали «Золотое яблоко»:
- 1967 год Альгирдас Степонавичюс (Algirdas Eugenijus Steponavičius) (за иллюстрации к книге «Varlė Karalienė» Костаса Кубилинскаса. Издательство «Vaga», Вильнюс, 1967)
- 1969 год Бируте Жиляйте (Birutė Janina Grasilda Žilytė-Steponavičienė) (за иллюстрации к книге «Aukso sietelis» Яниса Райниса. Издательство «Vaga», Вильнюс, 1967)
- 1971 год Владимир Голозубов (за иллюстрации к сборнику украинских народных детских песенок «Два півники». Издательство «Веселка», Киев, 1970)
- 1975 год Геннадий Павлишин (за иллюстрации к книге «Амурские сказки»[4] Дмитрия Нагишкина «Хабаровское книжное издательство», 1975)
- 1977 год Геннадий Калиновский (за иллюстрации к книге «Сказки дядюшки Римуса» Джоэля Харриса. Издательство «Детская литература», Москва, 1976)
- 1977 год Виве Толли (Vive Tolli) (за иллюстрации к книге «Jutt mehest, kes teadis ussisõnu» Андреса Яаксоо. Издательство «Eesti Raamat», Таллин, 1977)
- 1981 год Олег Зотов (за иллюстрации к книге «Сказки Пушкина»[5]. Издательство «Малыш», Москва, 1980)
- 1981 год Борис Диодоров (за иллюстрации к книге «Чудесное путешествие Нильса с дикими гусями» Сельмы Лагерлёф. Издательство «Детская литература», Москва, 1979)
- 1983 год Геннадий Спирин (за иллюстрации к книге «О гномах и сиротке Марысе» Марии Конопницкой. Издательство «Детская литература», Москва, 1982)[6]
- 1983 год Юрий Чарышников (за иллюстрации к книге «Aventurile baronuluj Mjunchauzen» (Приключения барона Мюнхаузена) Эриха Распе. Издательство «Literatura artistike», Кишинёв, 1982)
- 1987 год Леонид Домнин (за иллюстрации к сборнику молдавских народных сказок « Contes Populaires Moldaves». Издательство «Literatura artistike», Кишинёв, 1986)
- 2003 год Виктория Фомина (за иллюстрации к книге «Mozart: Great Names». Издательство «Grimm Press», Тайбэй, 2002)
- 2007 год Иван Александров (за иллюстрации к книге «Мы так похожи» Артура Гиваргизова. Издательство «Самокат», Москва, 2006)[7]
- 2009 год Борис Забирохин (за иллюстрации к книге «Русские сказки» Александра Афанасьева. Издательство «Вита Нова», Санкт-Петербург, 2008)[8].
- 2020 год Антон Ломаев (за иллюстрации к авторской книге «Колыбельная для маленького пирата» Антон Ломаев. «Издательство Азбука-Аттикус», Санкт-Петербург, 2018)
- 2021 год Анна и Варвара Кендель (за иллюстрации к книге «На север. Путешествие вслед за чайкой» Анны Игнатовой. «Детское время», Санкт-Петербург, 2019)

Также несколько художников были отмечены «Тарелкой» BIB:
- 1967 год Май Митурич (за иллюстрации к книге «Краденое Солнце» Корнея Чуковского. Издательство «Малыш», Москва, 1966)
- 1973 год Никита Чарушин (за иллюстрации к книге «Путешествие к пеликанам» Елены Су́ровой. Издательство «Детская литература», Москва, 1971)
- 1979 год Стасис Эйдригявичюс[9] (Stasys Eidrigevičius) (за иллюстрации к книге « Robotas ir peteliškė» Витауте Жилинскайте. Издательство «Vaga», Вильнюс, 1978)
- 1981 год Николай Попов (за иллюстрации к книге «Сказки и легенды Португалии». Издательство «Художественная литература», Москва, 1980)
- 1983 год Георгий Юдин (за иллюстрации к книге «Приключения капитана Врунгеля» Андрея Некрасова. Издательство «Прогресс», Москва, 1981)
- 1985 год Лев Токмаков (за иллюстрации к книге «Крабат, или Легенды старой мельницы» Отфрида Пройслера. Издательство «Детская литература», Москва, 1984)
- 1987 год Юрий Ващенко (за иллюстрации к книге «Алиса в Зазеркалье» Льюиса Кэрролла. Издательство «Книга», Москва, 1986)
- 1989 год Николай Селещук (за иллюстрации к сборнику «Сказки белорусских писателей». Издательство «Юнацтва», Минск, 1988)
- 1989 год Юлия Гукова (за иллюстрации к книге «Где ночует дрёма» Яниса Балтвилкса. Издательство «Детская литература», Москва, 1988)
- 1995 год Владимир Буркин (за иллюстрации к книге «Смеянцы: стихи на детском языке» Генриха Сапгира. Издательство «ПИК», Москва, 1995)
- 1999 год Борис Диодоров (за иллюстрации к книге «La petite siren» Ханса Кристиана Андерсена. Издательство «Éditions Ipomée», Париж, 1998)
- 2001 год Вера Павлова (за иллюстрации к книге «Посолонь» Алексея Ремизова. «Издательство Ивана Лимбаха», Санкт-Петербург, 1996)
- 2007 год Михаил Фёдоров (за иллюстрации к книге «Маленькая принцесса» Фрэнсис Бёрнетт. Издательство «ТриМаг», Москва, 2007)
- 2015 год Наталья Салиенко (за иллюстрации к книге «Про один, два, 3, 4 и 5» Эдуарда Шендеровича. Издательство «Самокат», Москва, 2014).

Некоторые работы отечественных иллюстраторов удостаивались специальных наград:
- 1973 год — специальная благодарность издательству (Honorary Mention BIB to a Publishing House). Издательство «Детская литература». Отмечена книга «По морям вокруг земли» Святослава Сахарнова, иллюстрации Бориса Кыштымова и Эрика Беньяминсона.
- 1985 год — специальная благодарность (Honorary Mention BIB). Александр Ивахненко (за иллюстрации к книге «Поеми» Тараса Шевченко. Издательство «Веселка», Киев, 1984).
- 1997 год — специальный приз детского жюри. Николай Устинов (за иллюстрации к книге «Гуси-лебеди. Царевна-лягушка: русские народные сказки». Издательство «Детская литература», Москва, 1995).